# Arceuthobium azoricum
Arceuthobium azoricum Hawksw. et Wiens é uma espécie pertencente à família das Santalaceae, endémica do arquipélago dos Açores, onde ocorre nas ilhas Terceira, São Jorge, Pico e Faial. A planta é conhecida pelo nome vulgar de espigo-de-cedro ou espigo-do-cedro pois é um parasita aéreo obrigatório do Juniperus brevifolia, o cedro-do-mato. Vulnerável devido à destruição de habitat e consequente redução das populações de cedro-do-mato das quais depende, a espécie está protegida pela Directiva Habitats.

## Descrição
Planta com 7–14 cm de comprimento, de cor amarelo-esverdeada, brilhante, com raras ramificações secundárias verticiladas e folhas vestigiais. O diâmetro basal dos ramos dominantes varia de 5 a 9 mm, apresentando 8 a 15 mm (média 12 mm) de comprimento e 3 a 6 mm (média 4 mm) de espessura no terceiro internodo, o que lhe confere uma rácio comprimento espessura de 3:1.
Sendo uma planta parasita aérea sem necessidades fotossintéticas, as folhas são vestigiais, reduzidas a pequenas escamas fundidas numa curta estrutura tubular nas imediações dos nodos.
As flores são amareladas, pálidas e translucentes, com cerca de 2,5 mm de diâmetro, subtendidas por brácteas minúsculas. Os estames são bem visíveis em flores na sua vasta maioria (97%) tetrâmeras, raramente (3%) triâmeras. As flores pistiladas são verticiladas. A planta está em flor de Setembro a Outubro, com os frutos a maturarem durante os meses de Novembro e Dezembro.
Dotada de um mecanismo complexo de dispersão, que envolve a emissão de uma semente recoberta por viscina que é projectada pela explosão da cápsula onde se insere, a planta instala-se em geral nas extremidades dos ramos distais do hospedeiro, formando um "espigo" cuja cor clara e brilhante contrasta fortemente com o verde-escuro azulado do hospedeiro (daí o nome popular de espigo-de-cedro). No ponto de infecção forma uma galha com cerca de quatro vezes a espessura do ramo infectado. A extremidade do ramo do hospedeiro, para além do ponto de infecção, definha e morre, caindo, o que coloca o "espigo" na posição terminal do ramo.

## Distribuição
O espigo-de-cedro é um parasita obrigatório que apenas se sabe ocorrer sobre a espécie Juniperus brevifolia, o cedro-do-mato dos Açores, razão pela qual a sua distribuição se encontra limitada pela daquela espécie. Ocorre preferencialmente acima dos 600 m de altitude acima do nível médio do mar, prolongando-se até aos 1 200 m de altitude, limite superior da distribuição do J. brevifolia. Apesar de se conhecer a sua presença em quatro ilhas, todas do Grupo Central do arquipélago, a sua distribuição poderá ser mais vasta, pois a planta hospedeiro existe nos restantes grupos daquele arquipélago. A espécie está ameaçada pela perda de habitat.
A espécie A. azoricum resultou da autonomização das populações açorianas do género Arceuthobium, as quais anteriormente eram descritas na literatura botânica açoriana como integrando a espécie paleártica A. oxycedri, razão pela qual o A. azoricum deve ser considerado para aquele arquipélago como sinónimo taxonómico do A. oxycedri aut. non M.Bieb., já que esta última espécie não ocorre naquele arquipélago.